# Kvarteret Kalmarehus
Kvarteret Kalmarehus eller Engelska kvarteret är ett sammanhängande kvarter som uppfördes 1872–1873 i stadsdelen Lorensberg i Göteborg. Kvarteret ligger vid Kungsportsavenyen, Parkgatan, Storgatan och Teatergatan.

## Arkitektur och historik

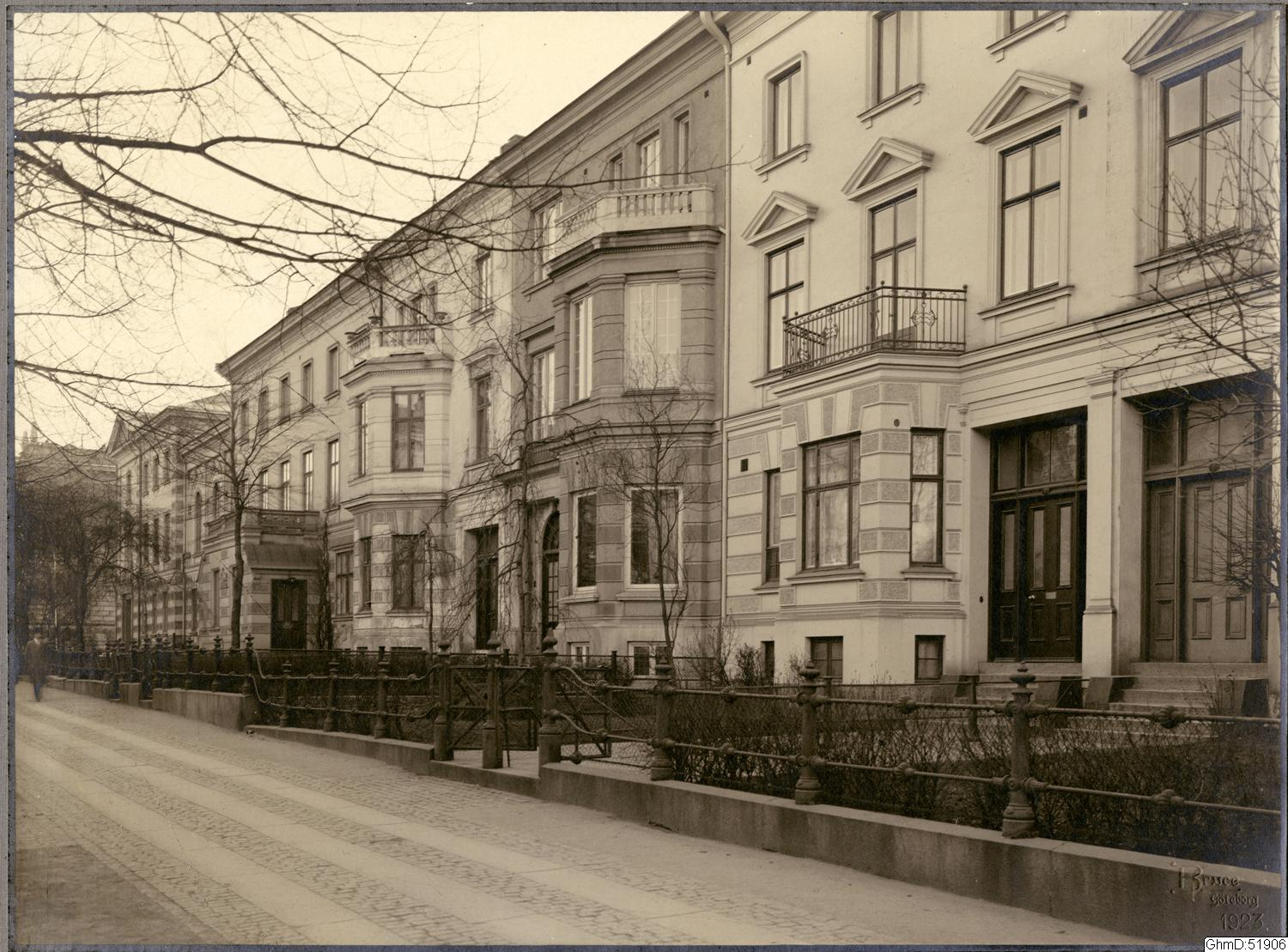
Kvarteret Kalmarehus med Kungsportsavenyen 5-17 på en bild från 1923.

Kvarteret är namngivet efter Kalmar slott. Kvarteret uppfördes som radhus i tre våningar efter engelsk förebild. De uppfördes av änkan Jacobina Scott, född Barclay, som varit gift med den engelske pastorn John Henry Scott. 1873 presenterades kvarteret i Göteborgs Handels- och sjöfartstidning;
Huruvida dylika byggnader passa i våra förhållanden får framtiden afgöra. Det förefaller vid betraktandet af lokalerna att de sedvanliga stora kalaserne och balerne här ej hafva så fritt och stort svängrum, som i de svenska våningarna med sina i följd liggande rum och salar, hvarjemte det kan tyckas att familjen får genom det ständiga springet upp och ned, snart sagt bo i trapporna. Men därmed hur som helst, det är ett uppslag till något nytt och de som väljer ’engelska kvarteret’ för att der slå ner sina bopålar skola nog komma att trifvas der, förutsatt att de äro införlifvade med ’old Albionns’ seder och bruk.
Det var just att de var radhus, något som var ovanligt i Sverige vid denna tid, samt att de skapats utefter engelska förebild som gjorde att det i folkmun kallades Engelska kvarteret, detta i motsats till de lägenhetshus som uppfördes 1875-1878 mittemot, i fransk nyrenässans, som då följaktligen kallades för det franska kvarteret (Kvarteret Kastellholm).

## Byggnader i kvarteret (mot Kungsportsavenyen)
- Nr 3. Arkitekt Johan August Westerberg. Byggt 1872, ombyggt 1943 av arkitekt och byggherre, Byggnadsfirma C. Hedin.
- Nr 5. August Krüger, arkitekt. Byggt 1872, ombyggt 1982 och 1985 av arkitekt Stjernberg & Hultén. Här fanns förträdgårdar fram till 1971.
- Nr 7. August Krüger, arkitekt. Byggt 1872, rivet 1947, nybyggt samma år av arkitekt, Nils Olsson. Del av fasaden återstår.
- Nr 9. August Krüger, arkitekt. Byggt 1872, rivet 1950, nybyggt 1950-51 av arkitekt Erik Holmdal.
- Nr 11. August Krüger, arkitekt. Byggt 1872, ombyggt 1943 av arkitekt Herbert Kockum.
- Nr 13. August Krüger, arkitekt. Byggt 1872, ombyggt 1943 av arkitekt Herbert Kockum.
- Nr 15. August Krüger, arkitekt. Byggt 1872, ombyggt 1945 av arkitekt Nils Olsson.
- Nr 17. August Krüger, arkitekt. Byggt 1872, ombyggt 1944 av arkitekt Erik Holmdal.

## Fastighetsbeteckningar
Kvarteret Kalmarehus är ett sammanhängande kvarter och utgör 8 fastigheter med fastighetsbeteckningarna Lorensberg 46:1, Lorensberg 46:4, Lorensberg 46:5, Lorensberg 46:6, Lorensberg 46:9, Lorensberg 46:10, Lorensberg 46:11, Lorensberg 46:12.